# Большая Юронга
Большая Юронга — деревня в составе Воздвиженского сельсовета в Воскресенском районе Нижегородской области.

## География
Находится на расстоянии примерно 36 километров по прямой на восток-северо-восток от районного центра поселка  Воскресенское.

## История
Деревня основана предположительно в начале XIX века. Тогда она входила в Яранский уезд Вятской губернии. Марийское название Кугу-Юрмор по местной речке Юрмор (Юронга).

## Население
Постоянное население составляло 104 человек (русские 71%, мари 29%) в 2002 году, 89 в 2010 году .